# Quatrième circonscription de la Savoie
La quatrième circonscription de la Savoie est l'une des quatre circonscriptions législatives françaises que compte le département de la Savoie (73) situé en région Auvergne-Rhône-Alpes. Le député actuel est Jean-François Coulomme.

## Description géographique et démographique

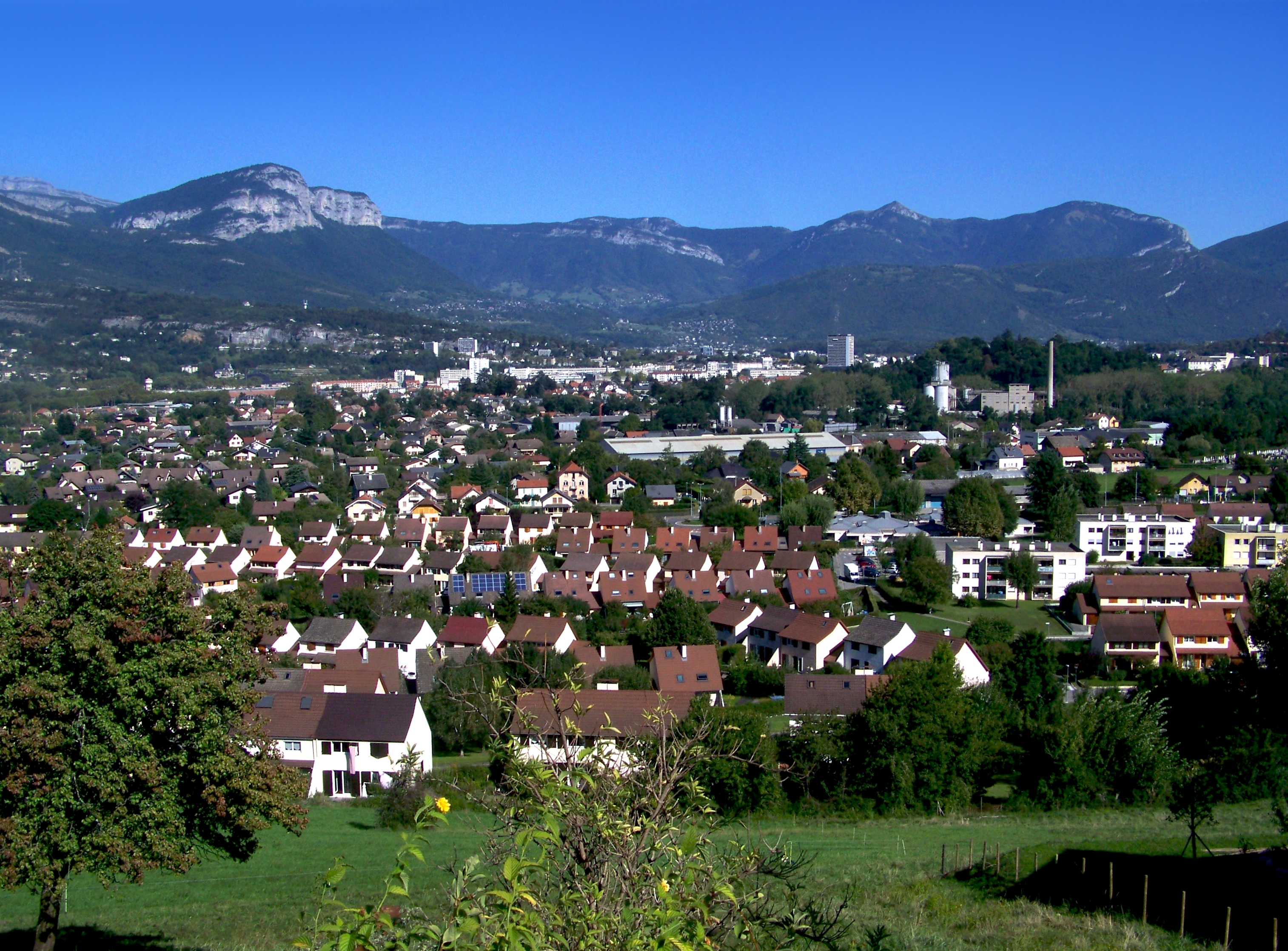
Maisons de Cognin au premier plan, suivi par Chambéry et le massif des Bauges.

La quatrième circonscription de la Savoie est la plus récente des circonscriptions du département de la Savoie.
Elle a été créée par l'ordonnance no 2009-935 du 29 juillet 2009, ratifiée par le Parlement français le 21 janvier 2010. Depuis le redécoupage cantonal de 2014, elle regroupe les divisions administratives suivantes :
- Canton d'Albertville-2 (fraction) ;
- Canton de Chambéry-1 ;
- Canton de Chambéry-2 ;
- Canton de Chambéry-3 ;
- Canton du Pont-de-Beauvoisin (fraction) ;
- Canton de Saint-Alban-Leysse ;
- Canton de Saint-Pierre-d'Albigny (fraction).

La première élection du député de cette circonscription a eu lieu lors des élections législatives de 2012.
Géographiquement, cette circonscription regroupe la ville de Chambéry (chef-lieu du département) et une partie de son agglomération (par exemple Cognin et Saint-Alban-Leysse, tandis que la Motte-Servolex et la Ravoire font partie de la 1re et de la 3e circonscription), ainsi que tout le massif des Bauges et la partie nord de la Combe de Savoie (rive nord de l'Isère, incluant notamment Saint-Pierre-d'Albigny).
D'après le recensement de la population de 2008 réalisé par l'Institut national de la statistique et des études économiques (INSEE), la population de la circonscription est estimée à 108 621 habitants.
Bernadette Laclais (PS) a emporté ce scrutin au deuxième tour de la première élection législative de la nouvelle circonscription, celle de 2012, avec 56,8 % des voix. Elle n'est pas réélue lors des élections législatives de 2017 au profit de Patrick Mignola.

## Historique des députations
| Législature | Début de mandat | Fin de mandat | Député                 | Parti politique | Observations                                                                           |
| ----------- | --------------- | ------------- | ---------------------- | --------------- | -------------------------------------------------------------------------------------- |
| XIVe        | 20 juin 2012    | 20 juin 2017  | Bernadette Laclais     | PS              | Maire de Chambéry                                                                      |
| XVe         | 21 juin 2017    | 21 juin 2022  | Patrick Mignola        | MoDem           | Maire de La Ravoire                                                                    |
| XVIe        | 22 juin 2022    | 9 juin 2024   | Jean-François Coulomme | LFI             | Mandat écourté à la suite d'une dissolution parlementaire décidée par Emmanuel Macron. |
| XVIIe       | 8 juillet 2024  | En cours      | Jean-François Coulomme | LFI             |                                                                                        |

## Historique des élections

### Élections de 2012
| Candidat       | Candidat                | Parti                    | Premier tour | Premier tour | Second tour | Second tour |  |
| Candidat       | Candidat                | Parti                    | Voix         | %            | Voix        | %           |  |
| -------------- | ----------------------- | ------------------------ | ------------ | ------------ | ----------- | ----------- |  |
|                | Bernadette Laclais élue | PS (PRG)                 | 16 398       | 39,62        | 21 521      | 56,82       |  |
|                | Christiane Brunet       | Divers droite (UMP)      | 11 497       | 27,78        | 16 354      | 43,18       |  |
|                | Joëlle Regairaz         | RBM (FN)                 | 6 151        | 14,86        |             |             |  |
|                | Jean-Claude Bernard     | FG (Divers gauche) (PCF) | 2 816        | 6,80         |             |             |  |
|                | Carole Plassiard-Brunet | EÉLV                     | 2 208        | 5,34         |             |             |  |
|                | Patrice Abeille         | LS                       | 648          | 1,57         |             |             |  |
|                | Laurent Ripart          | NPA                      | 451          | 1,09         |             |             |  |
|                | Mireille Bouvier        | MHAN                     | 423          | 1,02         |             |             |  |
|                | Jean-Marc Vignoli       | AÉI                      | 286          | 0,69         |             |             |  |
|                | Vincent Spehner         | Pirate                   | 227          | 0,55         |             |             |  |
|                | Renée Laurent           | POI                      | 146          | 0,35         |             |             |  |
|                | Élisabeth Thomas        | LO                       | 133          | 0,32         |             |             |  |
|                |                         |                          |              |              |             |             |  |
| Inscrits       | Inscrits                | Inscrits                 | 71 722       | 100,00       | 71 712      | 100,00      |  |
| Abstentions    | Abstentions             | Abstentions              | 29 840       | 41,61        | 32 701      | 45,6        |  |
| Votants        | Votants                 | Votants                  | 41 882       | 58,39        | 39 011      | 54,4        |  |
| Blancs et nuls | Blancs et nuls          | Blancs et nuls           | 498          | 1,19         | 1 136       | 2,91        |  |
| Exprimés       | Exprimés                | Exprimés                 | 41 384       | 98,81        | 37 875      | 97,09       |  |

### Élections de 2017
|                                                                            |                                                                                   |                           |                           |                          |                          |
|                                                                            |                                                                                   | Premier tour 11 juin 2017 | Premier tour 11 juin 2017 | Second tour 18 juin 2017 | Second tour 18 juin 2017 |
|                                                                            |                                                                                   |                           |                           |                          |                          |
|                                                                            |                                                                                   | Nombre                    | % des inscrits            | Nombre                   | % des inscrits           |
| Inscrits                                                                   | Inscrits                                                                          | 74 639                    | 100,00                    | 74 639                   | 100,00                   |
| Abstentions                                                                | Abstentions                                                                       | 38 396                    | 51,44                     | 46 114                   | 61,78                    |
| Votants                                                                    | Votants                                                                           | 36 243                    | 48,56                     | 28 525                   | 38,22                    |
|                                                                            |                                                                                   |                           | % des votants             |                          | % des votants            |
| Bulletins blancs                                                           | Bulletins blancs                                                                  | 449                       | 1,24                      | 3 311                    | 11,61                    |
| Bulletins nuls                                                             | Bulletins nuls                                                                    | 156                       | 0,43                      | 1 353                    | 4,74                     |
| Suffrages exprimés                                                         | Suffrages exprimés                                                                | 35 638                    | 98,33                     | 23 861                   | 83,65                    |
|                                                                            |                                                                                   |                           |                           |                          |                          |
| Candidat Étiquette politique (partis et alliances)                         | Candidat Étiquette politique (partis et alliances)                                | Voix                      | % des exprimés            | Voix                     | % des exprimés           |
|                                                                            |                                                                                   |                           |                           |                          |                          |
|                                                                            | Patrick Mignola Mouvement démocrate (La République en marche)                     | 10 077                    | 28,28                     | 13 293                   | 55,71                    |
|                                                                            | Bernadette Laclais (députée sortante) Divers gauche                               | 6 194                     | 17,38                     | 10 568                   | 44,29                    |
|                                                                            | Tiphaine Ducharne La France insoumise                                             | 4 872                     | 13,67                     |                          |                          |
|                                                                            | Isabelle Fétu Front national                                                      | 3 570                     | 10,02                     |                          |                          |
|                                                                            | Alexandra Turnar Les Républicains                                                 | 3 133                     | 8,79                      |                          |                          |
|                                                                            | Christelle Favetta-Sieyes Union des démocrates et indépendants (Les Républicains) | 2 480                     | 6,96                      |                          |                          |
|                                                                            | Yves Peutot Europe Écologie Les Verts                                             | 2 105                     | 5,91                      |                          |                          |
|                                                                            | Antoine Fatiga Parti communiste français                                          | 1 778                     | 4,99                      |                          |                          |
|                                                                            | Richard Gevet Divers (Savoie fédérale)                                            | 438                       | 1,23                      |                          |                          |
|                                                                            | Mireille Bouvier Divers (Parti animaliste)                                        | 343                       | 0,96                      |                          |                          |
|                                                                            | Jean-Charles Troncy Divers (Union populaire républicaine)                         | 260                       | 0,73                      |                          |                          |
|                                                                            | Edgar Barraclough-Fernandez Lutte ouvrière                                        | 208                       | 0,58                      |                          |                          |
|                                                                            | Habiba Boufama Écologiste (Mouvement 100 %)                                       | 117                       | 0,33                      |                          |                          |
|                                                                            | Delphine Peters Divers (Parti égalité et justice)                                 | 63                        | 0,18                      |                          |                          |
| Source : Ministère de l'Intérieur - Quatrième circonscription de la Savoie |                                                                                   |                           |                           |                          |                          |

### Élections de 2022
| Résultats des élections législatives des 12 et 19 juin 2022 de la 4e circonscription de Savoie |                          |                          |              |              |             |             |
| Candidat                                                                                       | Candidat                 | Parti et coalition       | Premier tour | Premier tour | Second tour | Second tour |
| Candidat                                                                                       | Candidat                 | Parti et coalition       | Voix         | %            | Voix        | %           |
|                                                                                                | Jean-François Coulomme   | LFI (NUPES)              | 13 548       | 34,45        | 18 083      | 50,85       |
|                                                                                                | Patrick Mignola          | MoDem (ENS)              | 10 306       | 26,21        | 17 479      | 49,15       |
|                                                                                                | Remi Garnier             | RN                       | 6 354        | 16,16        |             |             |
|                                                                                                | François Gaudin          | LR (UDC)                 | 3 995        | 10,16        |             |             |
|                                                                                                | Mireille Bouvier         | EAC                      | 1 590        | 4,04         |             |             |
|                                                                                                | Charles Gonzalez         | REC                      | 1 363        | 3,47         |             |             |
|                                                                                                | David Mercier            | LVS (RPS)                | 928          | 2,36         |             |             |
|                                                                                                | Sonia Felfouli           | LP (UPF)                 | 519          | 1,32         |             |             |
|                                                                                                | Marie Ducruet            | LO                       | 366          | 0,93         |             |             |
|                                                                                                | Albin Guillaud           | ER2022                   | 358          | 0,91         |             |             |
| Votes valides                                                                                  | Votes valides            | Votes valides            | 39 327       | 98,16        | 35 562      | 92,57       |
| Votes blancs                                                                                   | Votes blancs             | Votes blancs             | 540          | 1,35         | 2 037       | 5,30        |
| Votes nuls                                                                                     | Votes nuls               | Votes nuls               | 199          | 0,50         | 816         | 2,12        |
| Total                                                                                          | Total                    | Total                    | 40 066       | 100          | 38 415      | 100         |
| Abstention                                                                                     | Abstention               | Abstention               | 37 882       | 48,60        | 39 542      | 50,72       |
| Inscrits / participation                                                                       | Inscrits / participation | Inscrits / participation | 77 948       | 51,40        | 77 957      | 49,28       |

### Élections de 2024
| Candidat                 | Candidat                 | Parti et coalition       | Nuance                   | Premier tour | Premier tour | Second tour | Second tour |
| Candidat                 | Candidat                 | Parti et coalition       | Nuance                   | Voix         | %            | Voix        | %           |
| ------------------------ | ------------------------ | ------------------------ | ------------------------ | ------------ | ------------ | ----------- | ----------- |
|                          | Jean-François Coulomme   | LFI (NFP)                | UG                       | 20 297       | 36,87        | 29 313      | 59,02       |
|                          | Brice Bernard            | RN                       | RN                       | 16 642       | 30,23        | 20 354      | 40,98       |
|                          | Anaïs Gomero             | MoDem (ENS)              | ENS                      | 15 256       | 27,72        | Retrait     | Retrait     |
|                          | Albin Guillaud           | Espoir RIC               | DIV                      | 1 188        | 2,16         |             |             |
|                          | Vincent Thomazo          | DLF                      | DSV                      | 1 016        | 1,85         |             |             |
|                          | Marie Ducruet            | LO                       | EXG                      | 643          | 1,17         |             |             |
|                          | Vincent Bernollin        | UDI                      | UDI                      | 2            | 0,00         |             |             |
|                          |                          |                          |                          |              |              |             |             |
| Suffrages exprimés       | Suffrages exprimés       | Suffrages exprimés       | Suffrages exprimés       | 55 082       | 97,21        | 56 103      | 88,53       |
| Votes blancs             | Votes blancs             | Votes blancs             | Votes blancs             | 1 157        | 2,04         | 5 162       | 9,20        |
| Votes nuls               | Votes nuls               | Votes nuls               | Votes nuls               | 423          | 0,75         | 1 274       | 2,27        |
| Total                    | Total                    | Total                    | Total                    | 56 662       | 100          | 56 103      | 100         |
| Abstention               | Abstention               | Abstention               | Abstention               | 22 950       | 28,83        | 23 533      | 29,55       |
| Inscrits / participation | Inscrits / participation | Inscrits / participation | Inscrits / participation | 79 612       | 71,17        | 79 636      | 70,45       |